# فوسفات البورون
فوسفات البورون هو مركب كيميائي للبورون، وهو ينتمي إلى مجموعة الفوسفات، وله الصيغة الكيميائية BPO4، ويكون على شكل صلب رمادي اللون.

## التحضير
يحضر فوسفات البورون من تفاعل حمض البوريك مع حمض الفوسفوريك، كما في التفاعل التالي:
{\displaystyle \mathrm {H_{3}BO_{3}\ +\ H_{3}PO_{4}\ \longrightarrow \ BPO_{4}\ +\ 3\ H_{2}O} }

## الخواص
إن مركب فوسفات البورون عبارة عن صلب رمادي اللون، له انحلالية صعبة في الماء، كما أنه صعب الانحلال في الأحماض الممددة، لكنه بالمقابل ينحل في الأحماض المركزة وكذلك في المحاليل القلوية المركزة.
يكون لبلورات فوسفات البورون بنية بلورية رباعية، وتكون أبعاد الشبكة البلورية كالتالي:
(a = 43.32 و c = 66.40 بيكومتر. عند تطبيق ضغط مرتفع فإن البنية تكون مماثلة لبنية β-كريستوباليت، وعند تطبيق ضغوط أعلى، فغن البنية تصبح مماثلة لبنية α-الكوارتز.

## الاستخدامات
يستخدم فوسفات البورون كحفّاز من أجل تفاعلات البلمهة (نزع الماء)، كما أن له العديد من التطبيقات في تفاعلات الاصطناع العضوي.
يستخدم المركب أيضاً كمصدر للفوسفات في تفاعلات الاستبدال في الحالة الصلبة، وذلك للحصول على فوسفات الفلزات الموافقة.